# Glodževo
Glodževo (bulharsky Глоджево) je město ležící v severním Bulharsku, v Dolnodunajské nížině na okraji pahorkatiny zvané Ludogorská plošina. Nachází se 11 km severovýchodně od města Vetovo, správního střediska stejnojmenné obštiny a žije v něm přibližně 3 400 obyvatel.

## Zeměpis
Město se rozkládá na rovinatém terénu s mírným sklonem k jihu, jihovýchodu a nadmořské výšce 230 m. Katastr města je kopcovitý, protkaný mnoha suchými údolími a hraničí s katastry vesnic Senovo, Krivňa, Ravno, Kamenovo, Smirnenski a měst Kubrat a Vetovo. Z plochy zabírají pole 56 %, lesy 23 % a pastviny 5 %. Převládají tu tmavě šedé lesní půdy, v nízkých polohách nivní půdy, vyskytují se i separované černozemě. Půdy jsou hluboké. Na úpatí leží sprašový horizont, který místy dosahuje 8 – 10 m. Území je krasové, v důsledku čehož se na celém území nenacházejí žádné prameny kromě starých vrtů v lokalitě Karasuluk a studen v lokalitě Kuzaltii. V Glodževu byly zdrojem života, protože jejich voda je pitná na rozdíl od ostatních studní, které nejsou pitné pro vysoký obsah solí a s tím spojenou hořkost.
Délka ulic dosahuje 32 km a všechny mají zpevněný povrch. Stavební fond byl obnoven a je průběžně modernizován. Hromadnou dopravu do okolních měst zajišťují autobusy; do Ruse a zpět jezdí linka ráno, v poledne i večer. Železniční stanice Senovo slouží cestujícím ve směru Varna – Ruse.

## Dějiny
Na konci 17. století procházel Glodževem maďarský cestovatel Janos Komarosi na své cestě z Ruse do Silistry. V září 1903 byla v Glodževu otevřena škola. Jejím prvním učitelem byl tehdy je devatenáctiletý Nedelčo Jordanov Čobanov z Razgradu. Ve městě byly postaveny dvě mešity a jeden kostel, všechny jsou funkční. Glodževo bylo prohlášeno městem v květnu 2003.

## Obyvatelstvo
Níže uvedená tabulka ukazuje vývoj populace města od třicátých let (1934 – 2021):
| rok      | 1934  | 1946  | 1956  | 1965  | 1975  | 1985  | 1992  | 2001  | 2011  | 2021  |
| populace | 5 015 | 4 829 | 4 680 | 5 046 | 4 649 | 4 566 | 4 233 | 3 953 | 3 467 | 3 095 |

K 15. září 2024 ve městě žilo 3 357 obyvatel a bylo zde trvale hlášeno 4 216 obyvatel. Podle sčítání z 1. února 2011 bylo národnostní složení následující:
- Turci: 2 762 (93.7 %)
- Bulhaři: 171 (5.8 %)
- ostatní[p 2]: 15 (0.5 %)

## Významní rodáci
- Nedim Hafız İbrahim Gence (bulharsky Недим Хафъз Ибрахим Генджев) — velký muftí muslimské denominace v Bulharsku v letech 1988 – 1991 a předseda tamější Nejvyšší muslimské duchovní rady v letech 1995 – 1997[7]
- Rujdi Rujdi (bulharsky Ружди Ружди) — bulharský paralympionik, vítěz v hodu koulí na hrách v Riu 2016 a v Paříži 2024